# Fernand Mayembo
Fernand Mayembo (Brazzaville, 9 gennaio 1996) è un calciatore congolese (Repubblica del Congo), difensore dell'Hapoel Tel Aviv.

## Caratteristiche tecniche
È un difensore centrale attualmente gioca per il club Hapoel Haifa.

## Carriera

### Nazionale
Il 1º settembre 2017 ha esordito con la nazionale congolese disputando l'incontro di qualificazione per i Mondiali 2022 pareggiato 1-1 contro il Ghana.

## Statistiche

### Cronologia presenze e reti in nazionale
Aggiornato al 4 maggio 2023

| Cronologia completa delle presenze e delle reti in nazionale ― Rep. del Congo | Cronologia completa delle presenze e delle reti in nazionale ― Rep. del Congo | Cronologia completa delle presenze e delle reti in nazionale ― Rep. del Congo | Cronologia completa delle presenze e delle reti in nazionale ― Rep. del Congo | Cronologia completa delle presenze e delle reti in nazionale ― Rep. del Congo | Cronologia completa delle presenze e delle reti in nazionale ― Rep. del Congo | Cronologia completa delle presenze e delle reti in nazionale ― Rep. del Congo | Cronologia completa delle presenze e delle reti in nazionale ― Rep. del Congo |
| Data                                                                          | Città                                                                         | In casa                                                                       | Risultato                                                                     | Ospiti                                                                        | Competizione                                                                  | Reti                                                                          | Note                                                                          |
| ----------------------------------------------------------------------------- | ----------------------------------------------------------------------------- | ----------------------------------------------------------------------------- | ----------------------------------------------------------------------------- | ----------------------------------------------------------------------------- | ----------------------------------------------------------------------------- | ----------------------------------------------------------------------------- | ----------------------------------------------------------------------------- |
| 1-9-2017                                                                      | Kumasi                                                                        | Ghana                                                                         | 1 – 1                                                                         | Rep. del Congo                                                                | Qual. Mondiali 2018                                                           | -                                                                             |                                                                               |
| 5-9-2017                                                                      | Brazzaville                                                                   | Rep. del Congo                                                                | 1 – 5                                                                         | Ghana                                                                         | Qual. Mondiali 2018                                                           | -                                                                             |                                                                               |
| 8-10-2017                                                                     | Borg El Arab                                                                  | Egitto                                                                        | 2 – 1                                                                         | Rep. del Congo                                                                | Qual. Mondiali 2018                                                           | -                                                                             |                                                                               |
| 8-11-2017                                                                     | Brazzaville                                                                   | Rep. del Congo                                                                | 1 – 1                                                                         | Benin                                                                         | Amichevole                                                                    | -                                                                             | 40’, 90’                                                                      |
| 12-11-2017                                                                    | Brazzaville                                                                   | Rep. del Congo                                                                | 1 – 1                                                                         | Uganda                                                                        | Qual. Mondiali 2018                                                           | -                                                                             |                                                                               |
| 9-9-2018                                                                      | Brazzaville                                                                   | Rep. del Congo                                                                | 1 – 1                                                                         | Zimbabwe                                                                      | Qual. Coppa d'Africa 2019                                                     | -                                                                             |                                                                               |
| 11-10-2018                                                                    | Brazzaville                                                                   | Rep. del Congo                                                                | 3 – 1                                                                         | Liberia                                                                       | Qual. Coppa d'Africa 2019                                                     | -                                                                             |                                                                               |
| 16-10-2018                                                                    | Monrovia                                                                      | Liberia                                                                       | 2 – 1                                                                         | Rep. del Congo                                                                | Qual. Coppa d'Africa 2019                                                     | -                                                                             |                                                                               |
| 18-11-2018                                                                    | Brazzaville                                                                   | Rep. del Congo                                                                | 1 – 1                                                                         | RD del Congo                                                                  | Qual. Coppa d'Africa 2019                                                     | -                                                                             |                                                                               |
| 24-3-2019                                                                     | Harare                                                                        | Zimbabwe                                                                      | 2 – 0                                                                         | Rep. del Congo                                                                | Qual. Coppa d'Africa 2019                                                     | -                                                                             |                                                                               |
| 13-11-2019                                                                    | Dakar                                                                         | Senegal                                                                       | 2 – 0                                                                         | Rep. del Congo                                                                | Qual. Coppa d'Africa 2021                                                     | -                                                                             |                                                                               |
| 17-11-2019                                                                    | Brazzaville                                                                   | Rep. del Congo                                                                | 3 – 0                                                                         | Guinea-Bissau                                                                 | Qual. Coppa d'Africa 2021                                                     | -                                                                             |                                                                               |
| 12-11-2020                                                                    | Brazzaville                                                                   | Rep. del Congo                                                                | 2 – 0                                                                         | eSwatini                                                                      | Qual. Coppa d'Africa 2021                                                     | -                                                                             |                                                                               |
| 16-11-2020                                                                    | Manzini                                                                       | eSwatini                                                                      | 0 – 0                                                                         | Rep. del Congo                                                                | Qual. Coppa d'Africa 2021                                                     | -                                                                             |                                                                               |
| 26-3-2021                                                                     | Brazzaville                                                                   | Rep. del Congo                                                                | 0 – 0                                                                         | Senegal                                                                       | Qual. Coppa d'Africa 2021                                                     | -                                                                             | 45’                                                                           |
| 9-10-2021                                                                     | Lomé                                                                          | Togo                                                                          | 1 – 1                                                                         | Rep. del Congo                                                                | Qual. Mondiali 2022                                                           | -                                                                             | Cap. 86’                                                                      |
| 23-3-2023                                                                     | Brazzaville                                                                   | Rep. del Congo                                                                | 1 – 2                                                                         | Sudan del Sud                                                                 | Qual. Coppa d'Africa 2023                                                     | -                                                                             | 60’                                                                           |
| Totale                                                                        |                                                                               | Presenze                                                                      | 17                                                                            |                                                                               | Reti                                                                          | 0                                                                             |                                                                               |